# آرثر آي. كيلر
آرثر آي. كيلر (بالإنجليزية: Arthur I. Keller)‏ هو رسام أمريكي، ولد في 4 يوليو 1867 في نيويورك في الولايات المتحدة، وتوفي بنفس المكان في 1924.